# Народна педагогіка
Народна педагогіка — сукупність емпіричних ідей та уявлень про сутність і шляхи розвитку й виховання дитини чи групи дітей певного народу чи етнічної спільноти, що зберігається та передається від покоління до покоління у формі етнокультурних традицій, народної творчості, повсякденного побуту тощо.

## Суть
Народна педагогіка реалізувалася в усній формі через передачу знань між поколіннями, закріплену у вигляді приписів, правил, культів, табу. 
Основними факторами народної педагогіки вважають — природу, побут, слово, працю, мистецтво, релігію, гру, традиції, звичаї тощо. 
Виховні ідеали: розум, краса, моральні чесноти, фізична сила і міць, витривалість, працелюбність тощо. 
Джерела народної педагогіки: фольклор, ігри та іграшки, свята (зокрема релігійні), досвід родинного виховання, побутова культура, трудові традиції, які розглядають з погляду виховання та етнографічних матеріалів, у яких вони зафіксовані. 
Існують два підходи до означення народної педагогіки та її місця в системі наук про виховання: 
- за одним з них емпіричні ідеї не претендують на розкриття цілісної картини соціалізації дитини;
- інший, поширеніший в Україні, обстоює системне й цілісне відображення народною педагогікою питань виховання.

Народну педагогіку вважають основою етнопедагогіки. Часто ці поняття вживають як синонімічні, їх предмети і об'єкти чітко не відокремлені й перетинаються. До обох дисциплін науковці відносять дитинознавство (сукупність знань про дитину), родинознавство (фамілістику), батьківську педагогіку (сімейне, родинне виховання), народну дидактику, народну деонтологію (етичні цінності). 
Народна педагогіка притаманна різним народам, має різний ступінь дослідженості. З другої половини 19 сторіччя в цій царині з'явилися окремі студії вчених Великої Британії (Т. Спенсер, Е. Тейлор), Франції (Ш. Летурно), Німеччини (Е. Вестмарк, Г. Плосс), Російської імперії (М. Костомаров, А. Терещенко).